# 国道451号

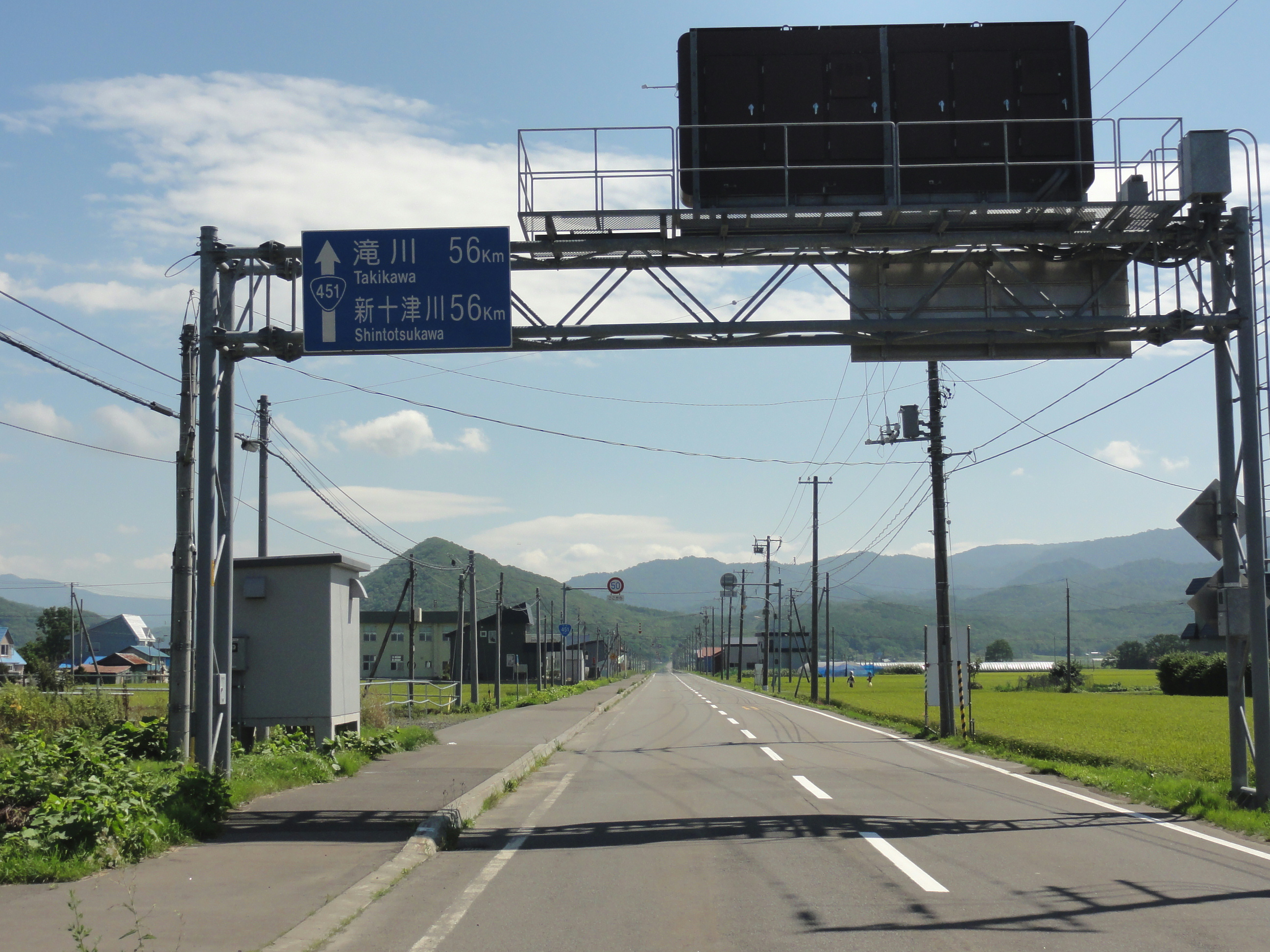
石狩市浜益区川下付近
2012年8月

国道451号（こくどう451ごう）は、北海道留萌市から石狩市を経て滝川市に至る一般国道である。

## 概要

### 路線データ
一般国道の路線を指定する政令に基づく起終点および重要な経過地は次のとおり。
- 起点：留萌市（元川町2丁目31番1[要出典]、元川町2丁目交差点 = 国道231号・国道232号・国道233号終点）
- 終点：滝川市（本町1丁目1番1[要出典]、本町1丁目 = 国道12号交点、国道38号起点）
- 重要な経過地：北海道浜益郡浜益村[注釈 2]、同道樺戸郡新十津川町
- 総延長 : 119.2 km（重用延長を含む。）[2][注釈 3]
- 重用延長 : 61.6 km[2][注釈 3]
- 未供用延長 : なし[2][注釈 3]
- 実延長 : 57.6 km[2][注釈 3]
  - 現道 : 54.9 km[2][注釈 3]
  - 旧道 : なし[2][注釈 3]
  - 新道 : 2.7 km[2][注釈 3]
- 指定区間：全線[3]

## 歴史
本路線は、北海道主要地方道24号滝川浜益線を国道に昇格させた路線である。浜益側を留萌市まで国道231号の重複区間として延長させて指定した。

### 年表
- 1993年（平成5年）4月1日 - 一般国道451号（留萌市 - 滝川市）として指定施行[4]。

## 路線状況

### 別名
- 西大通（滝川市内）
- 滝新通（滝新バイパス区間）

### バイパス
- 滝新バイパス

2002年（平成14年）3月に供用を開始したバイパス道路。

### 重複区間
- 国道231号（留萌市元川町2丁目（起点） - 石狩市浜益区川下）
- 国道275号（樺戸郡新十津川町字中央）

### 道路施設

#### 橋梁
浜益川の主な橋梁は同記事を参照のこと。
- 青山橋（当別川）
- 石狩川橋（石狩川・現道）
- 滝新橋（石狩川・滝新バイパス）

#### トンネル
- 青山トンネル
  - 1967年（昭和42年）に完成した延長329 mのトンネル。1941年（昭和16年）に完成した同名のトンネルは廃止された。

## 地理

### 通過する自治体
- 北海道
  - 留萌振興局
    - 留萌市 - 増毛郡増毛町

  - 石狩振興局
    - 石狩市 - 石狩郡当別町

  - 空知総合振興局
    - 樺戸郡新十津川町 - 滝川市

### 現道
国道231号との重複区間は省略
石狩振興局
石狩市
- 国道231号 : 浜益区川下

石狩郡当別町
- 北海道道28号当別浜益港線 : 字青山奥四番川

空知総合振興局
樺戸郡新十津川町
- 北海道道625号学園新十津川停車場線 : 字学園
- 国道275号 : 字中央（重複）
- 国道275号 : 字中央（重複）

滝川市
- 国道12号・国道38号 : 本町1丁目（終点）

### 滝新バイパス区間
空知総合振興局
樺戸郡新十津川町
- 北海道道625号学園新十津川停車場線 : 字中央
- 国道275号 : 字中央（重複）

滝川市
- 国道12号 : 空知町2丁目（バイパス終点）